# Rhinoclemmys funerea
La tortuga negra (Rhinoclemmys funerea) es una especie de tortuga de la familia Geoemydidae autóctona de América Central. Se encuentra desde Honduras hasta Panamá.